# Tankó Béla (biokémikus)
Tankó Béla (Szászváros, 1905. november 5. – Debrecen, 1974. október 16.) magyar biokémikus, egyetemi tanár, a kémiai tudományok kandidátusa (1952). 

## Élete
A debreceni tudományegyetem bölcsészettudományi karának volt a hallgatója, itt szerzett tanári és bölcsészdoktori diplomát. Ezt követően az orvostudományi kar Orvosi Vegytani Intézetében dolgozott, melléktárgyai voltak a kísérleti fizika és a matematika. 1931–32-ben Berlinben, 1933-ban Londonban töltött egy évet. Külföldi tartózkodása során a szénhidrát-anyagcsere folyamat több termékét is leírta. 1937-ben kapta meg magántanári képesítését a biokémia tárgyköréből. 1947 februárjától az akkor létrejött szerves kémiai tanszéken lett professzor, majd 1950-ben az orvostudományi kar biokémiai tanszékén egyetemi tanár, később pedig a debreceni Biokémiai Intézet igazgatója lett. 
Tanított kémiát és a szerves vegytant, valamint kutatta a diszciplína biológiai alkalmazását. Őhozzá kapcsolódik a fruktóz-I-foszfát, a Tankó–Robinson-észter felfedezése. Az 1950-es években a nukleinsavak kutatásában is részt vett, amely nagy jelentőséggel bírt a magyarországi daganatkutatás számára. 
A Kísérletes orvostudomány vizsgáló módszerei című kézikönyvben a nukleinsavak vizsgálatával foglalkozó fejezetet írta. 
Alapító tagja és elnöke volt a Magyar Biokémiai Társaságnak, tagja volt továbbá a Magyar Élettani Társaságnak, valamint a Magyar Kémikusok Egyesülete Biokémiai Szakosztályának. Magyarországot képviselte az Európai Biokémiai Társaságok Szövetségében.

## További irodalom
- Bot György, Kapusz Nándor: Nyolcvanéves a debreceni orvosképzés. Intézetek és klinikák története, professzorainak életrajza: 1918-1998. Debrecen, Debreceni Orvostudományi Egyetem, 1998. 2. átdolg. kiad.
- Új magyar életrajzi lexikon. Főszerk. Markó László. Bp., Magyar Könyvklub.
- Pedagógusok arcképcsarnoka. Szerk. Ungvári János. Debrecen, Lícium-Art Könyvkiadó, 2003.
- Összes művei a Magyar Tudományos Művek Tárában(MTA).